# Havířov
Havířov é uma cidade checa localizada na região de Morávia-Silésia, distrito de Karviná.